# 伦格罗
伦格罗（義大利語：Lungro），是意大利科森扎省的一个市镇。总面积35平方公里，人口2836人，人口密度81.0人/平方公里（2009年）。ISTAT代码为078069。

## 友好城市
- 法國 蒙索莱米讷